# Югославские и сербские варианты автомата Калашникова
Югославские и сербские варианты автомата Калашникова — семейство стрелкового оружия, сконструированного в СФРЮ, СРЮ, СиЧ и Сербии компанией «Zastava Arms» на основе автомата Калашникова с 1960-х годов.

## История
С 1952 года конструкторы фабрики «Црвена Застава» в Крагуеваце вели работы над созданием автомата, изучая трофейные StG 44. Из-за конфликта с СССР Югославия лишилась возможности получить лицензию на производство автомата Калашникова, но в 1959 году двое албанских пограничников, вооружённых таким оружием, дезертировали в Югославию. Их автоматы были переданы на «Црвена Застава» и в том же году начались работы над семейством стрелкового оружия на базе АК под обозначением FAZ (сербохорв. Familija automatskog oružja Zastava). Семейство должно было включать в себя самозарядную винтовку, автомат и пулемёт со сменным стволом. Ядро команды конструкторов составляли Божидар Благоевич, майор Милош Остоич, Миодраг Луковац и Милутин Миливоевич, а также технологи Стеван Томашевич, Предраг Мирчич и Мика Мудрич. Руководство проектом было поручено инженеру Милану Чиричу. Полученные от албанских дезертиров автоматы были тщательно изучены, из состава на основе серы были изготовлены слепки деталей. Однако, оказалось невозможным скопировать автомат методом обратной разработки, имея всего лишь два образца. Помогло вмешательство Иосипа Броза Тито: во время визита в неназванную страну он договорился о закупке 2000 АК, часть которых была отправлена на «Црвена Застава». Предположительно, это были Египет, Индонезия или Индия. В 1965 году на фабрике были готовы два первых варианта автомата, M64A и M64B, а также ручные пулемёты M65A и M65B. Хотя Управление пехотных вооружений и тактики поддержало принятие на вооружение автоматов серии FAZ, но Генеральный штаб Югославской народной армии не дал согласие, обосновав своё решение тем, что оснащение автоматическим стрелковым оружием всех частей армии приведёт к чрезмерному расходу боеприпасов. Однако, после ввода войск ОВД в Чехословакию начались переговоры между Югославией и СССР о закупках автоматов Калашникова для сил специального назначения югославской армии. В это время руководство фабрики «Црвена Застава» оповестило руководство Югославии, что подобное оружие уже создано и решением высшего руководства Югославии серия оружия FAZ была принята в качестве основы для создания и выпуска югославского автоматического оружия. На основе требований, подготовленных Военно-техническим институтом, в 1970 году был создан автомат M70, поступивший в серийное производство и принятый на вооружение. Приказом № 314 от 19 августа 1971 года в Крагуеваце началось серийное производство M70.
В 1972 году начались работы над самозарядной снайперской винтовкой и в 1976 году была принята на вооружение винтовка M76.
В первой половине 1980-х годов на заводе «Prvi Partizan» было налажено производство патрона 7,62 x 54 мм R и в 1991 году была сконструирована винтовка M91 под этот патрон.
В конце 1990-х годов в Сербии и Черногории была разработана программа модернизации вооружённых сил, известная как «Модель-21»: она предусматривала принятие на вооружение 26 видов снаряжения и оружия, включавших в себя автомат М21, винтовки M91 и M93.
После того, как в конце 2010-х годов на заводе «Prvi Partizan» было освоено производство различных вариантов патрона 6,5 × 39 мм, военно-промышленный комплекс Сербии получил возможность создать и испытать оружие под этот патрон. Первые войсковые испытания автомата под патрон 6,5 × 39 мм прошли на полигоне «Никинци» в июле 2016 года. Тогда же была показана снайперская винтовка под патрон 6,5 × 39 мм. 22 марта 2017 года широкой публике был представлен проект «1500», который включал в себя модульную винтовку со сменными стволами под патроны 7,62 x 39 мм и 6,5 × 39 мм. Оружие было показано публике 9 мая, во время учений «Сталь 2017», а также 20 октября во время учений «Свобода 2017». 9 ноября 2017 года на полигоне «Никинци» состоялся показ части проекта «1500+», ставшего продолжением проекта «1500», на котором был представлен автомат под патроны 6,5 × 39 мм/7,62 x 39 мм с официальным обозначением М17 (по году завершения разработки).
В 2020 году Министерство обороны Сербии приняло на вооружение автомат M19, представляющий собой развитие M17.

## Варианты

### Автоматы

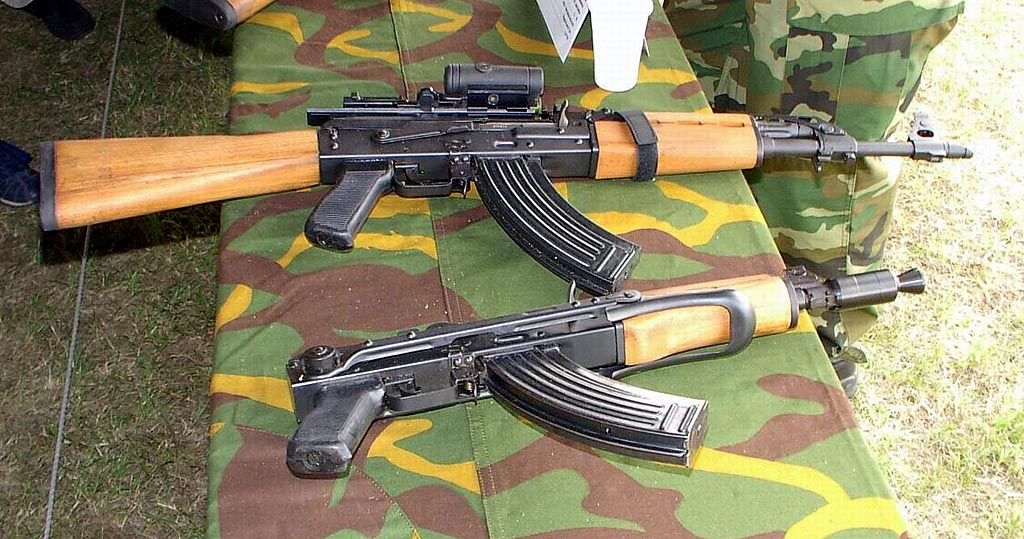
Автоматы Zastava M70 (вверху) и Zastava M92

- Zastava M64
- Zastava М70
- Zastava M77
- Zastava M80
- Zastava M85
- Zastava M90
- Zastava M92
- Zastava M95
- Zastava M99
- Zastava M21
- Zastava M05E
- Zastava M05N
- Zastava M05C1
- Zastava M17
- Zastava M19

### Ручные пулемёты

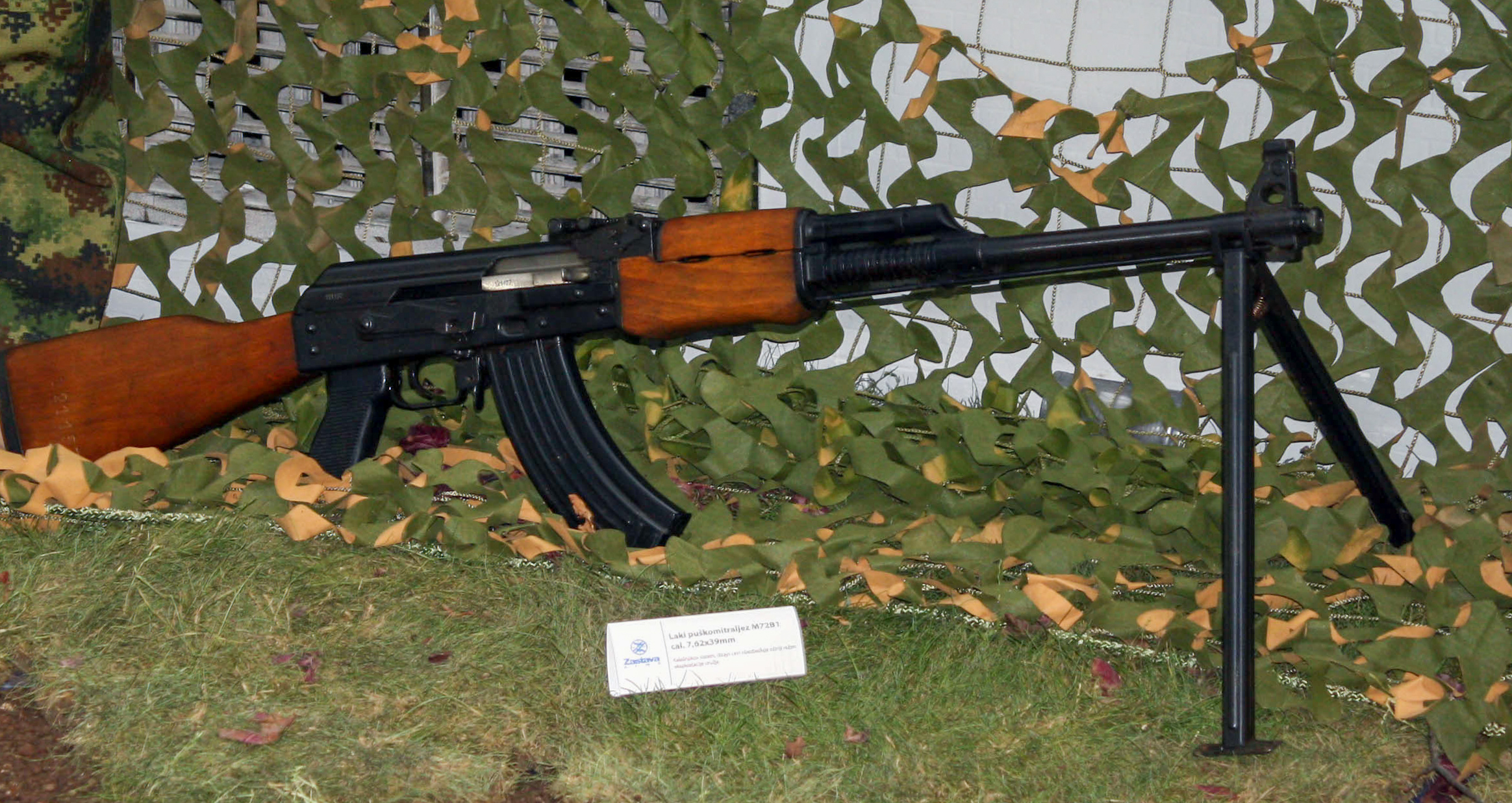
Ручной пулемёт Zastava M72

- Zastava M65
- Zastava M72
- Zastava M77
- Zastava M82
- Zastava M90
- Zastava M05G1

### Снайперские винтовки

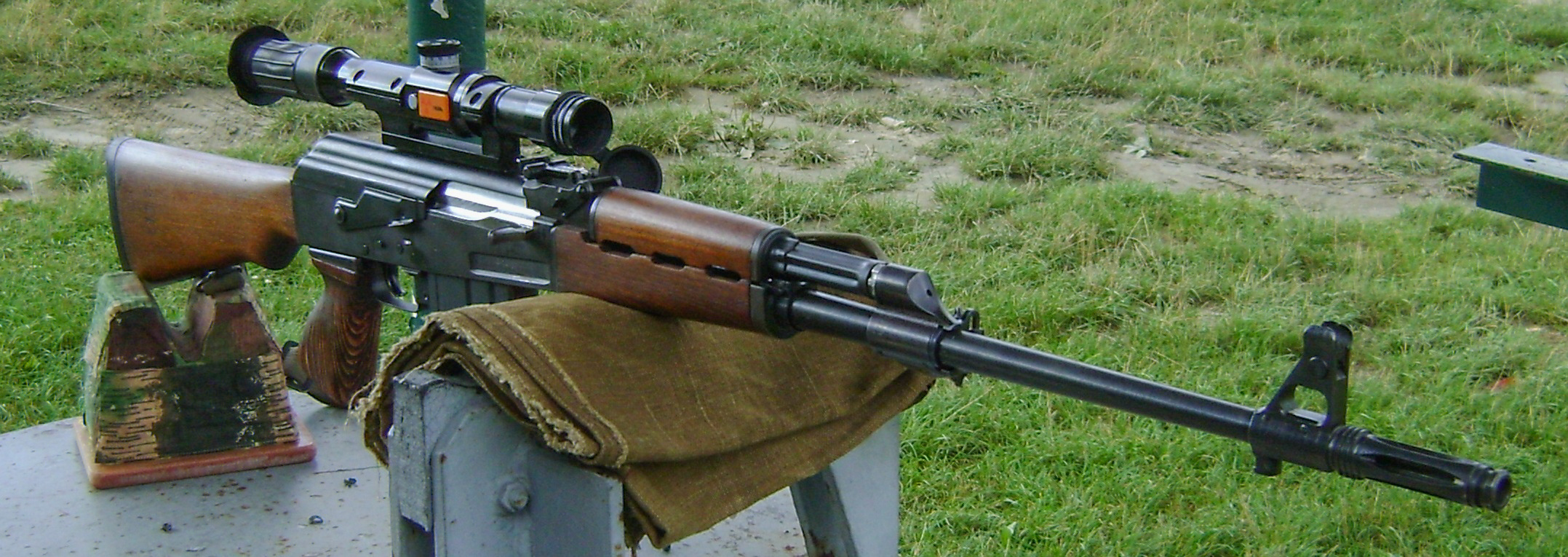
Снайперская винтовка Zastava M76

- Zastava M76
- Zastava M91
- Zastava SRX20